# Holandia na Halowych Mistrzostwach Świata w Lekkoatletyce 2010
Reprezentacja Holandii na halowe mistrzostwa świata 2010 liczyła 3 zawodników.

## Mężczyźni
- Bieg na 60 m przez płotki
  - Gregory Sedoc

## Kobiety
- Bieg na 3000 m
  - Adrienne Herzog

- Pchnięcie kulą
  - Melissa Boekelman